# Albula (río)
El Albula (en romanche: Alvra) es un río del cantón de los Grisones, Suiza. Es tributario derecho del Rin posterior, al que confluye cerca de Thusis.